# Víktor Onopko
Víktor Savélievich Onopko (en ruso, Виктор Савельевич Онопко; Lugansk, Ucrania, URSS, 14 de octubre de 1969) es un exfutbolista y entrenador ruso de origen ucraniano. Actualmente es el segundo entrenador del PFC CSKA Moscú.
Como futbolista tenía un peso de 79 kg y jugaba en la posición de defensa central. Fue uno de los pilares de la selección de fútbol de Rusia durante más de una década, y era considerado como uno de los mejores centrales de Europa.

## Trayectoria

### Como futbolista
Su primer club fue el Shajtar Donetsk cuando apenas tenía 19 años, jugando en su primera temporada apenas tres partidos. Tres años más tarde se fue al Spartak Moscú donde desempeñó un papel clave ganado tres temporadas de liga y alcanzando las semifinales de la Champions League, perdiendo frente al Olympique de Marsella. Con el Spartak ganó el premio al futbolista ruso del año en 1993 y 1994. De allí pasó al Real Oviedo en 1995, donde permaneció durante 7 años. En el 2002 fue traspasado al Rayo Vallecano antes de dejar por completo la liga española. Tuvo un breve paso por el FC Alania Vladikavkaz de la Liga Premier de Rusia pero lo abandonó rápidamente para unirse en enero del 2004 al FC Saturn.

### Como técnico
En el año 2007 asume el cargo de director deportivo de la Unión del Fútbol de Rusia, continuando en el mismo hasta septiembre de 2009 cuando pasa a formar parte como segundo entrenador del cuadro técnico del PFC CSKA Moscú que dirigía Juande Ramos.

## Selección nacional
Fue 109 veces internacional con Rusia y 4 con la CEI. Jugó con la Selección de Fútbol de Rusia en los Mundiales de Estados Unidos 1994 y Corea/Japón 2002, también jugó en la Eurocopa Inglaterra 1996.

## Clubes
| Club                      | País                      | Año       |
| ------------------------- | ------------------------- | --------- |
| FC Stakhanovets Stakhanov | Unión Soviética           | 1986      |
| Shajtar Donetsk           | Unión Soviética / Ucrania | 1986-1992 |
| Spartak Moscú             | Rusia                     | 1992-1995 |
| Real Oviedo               | España                    | 1995-2002 |
| Rayo Vallecano            | España                    | 2002-2003 |
| FC Alania Vladikavkaz     | Rusia                     | 2003      |
| FC Saturn                 | Rusia                     | 2004-2006 |

## Palmarés

### Campeonatos nacionales
| Título              | Club          | País  | Año  |
| ------------------- | ------------- | ----- | ---- |
| Campeonato de Rusia | Spartak Moscú | Rusia | 1991 |
| Campeonato de Rusia | Spartak Moscú | Rusia | 1993 |
| Campeonato de Rusia | Spartak Moscú | Rusia | 1994 |

### Distinciones individuales
| Distinción             | Año  |
| ---------------------- | ---- |
| Mejor jugador de Rusia | 1993 |
| Mejor jugador de Rusia | 1994 |